# Jaime Basílio Silvado
Jaime Basílio Silvado (Belém, Pará, 20 de março de 1853 – Rio de Janeiro, 8 de abril de 1931) foi um médico brasileiro.
Foi eleito membro da Academia Nacional de Medicina em 1909, ocupando a Cadeira 77, que tem Jesuíno Carlos de Albuquerque como patrono.